# Attika (arkitektur)

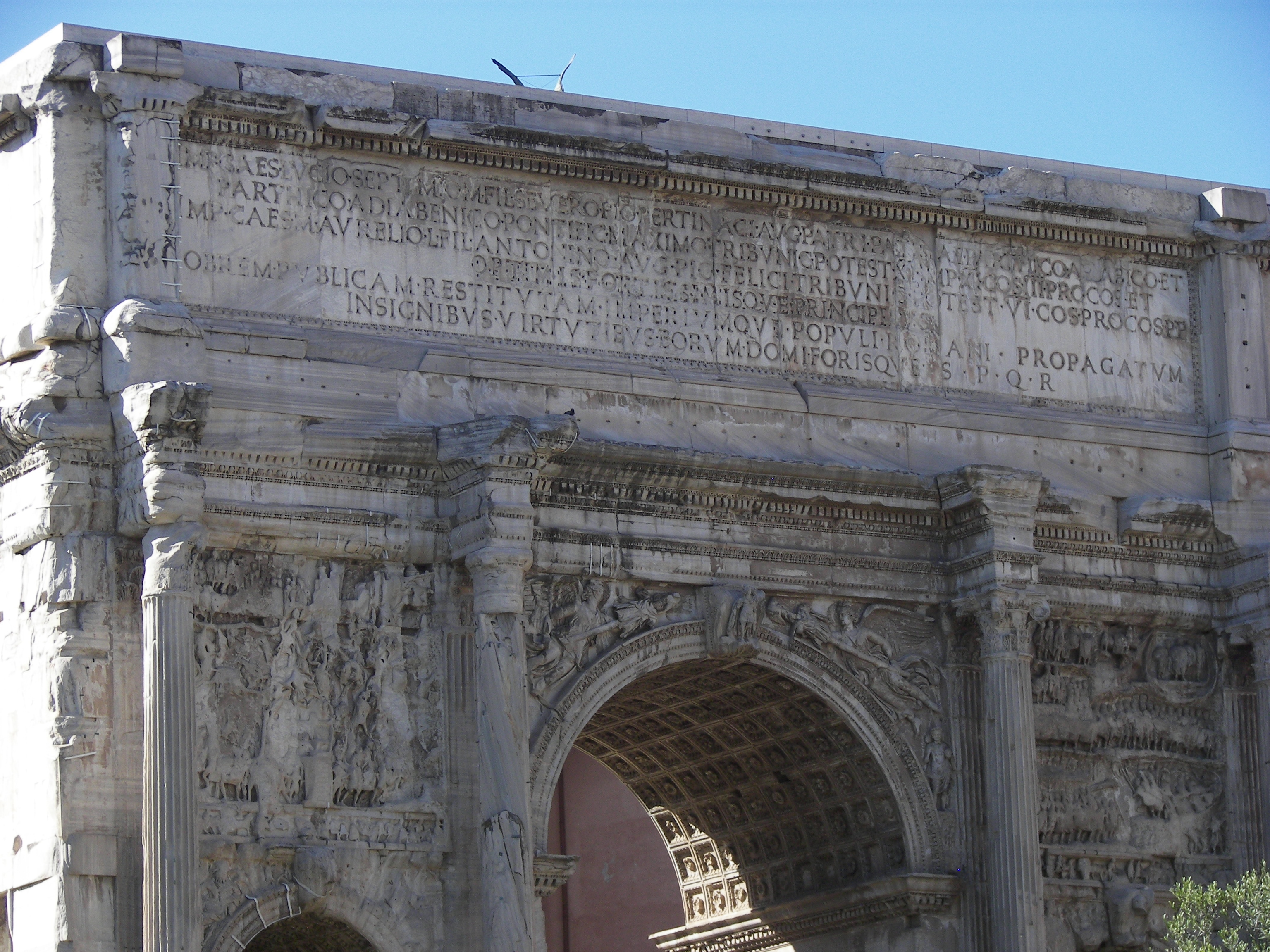
Attikan på Septimius Severusbågen på Forum Romanum i Rom.

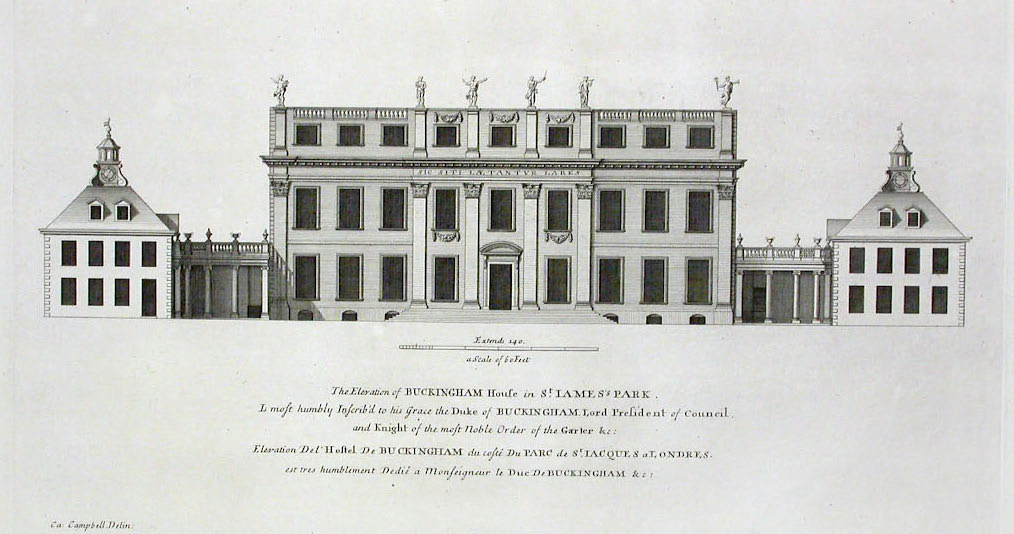
Attikavåning över frontespisen vid Buckingham House i St. James's Park i London.

Attika eller attikavåning är i klassisk arkitektur partiet ovanför det huvudsakliga entablementet, antingen som på en triumfbåge hela överpartiet eller över en del av entréparti eller en flygel, och uppbär då vanligen statyer eller inskriptioner.
I friare mening kan åsyftas den övre våningen på en byggnad, en halvvåning (attikavåning) ovanför takbjälklagets gesims, eller utrymmet under ett sluttande tak, det vill säga vindsvåning.

### Fotnoter
1. ↑  Carlquist, Gunnar, red (1929). Svensk uppslagsbok. Bd 2. Malmö: Baltiska förlaget AB. sid. 718
2. ↑  Andersson, Henrik O. (1977). Stockholms byggnader : en bok om arkitektur och stadsbild i Stockholm (3. rev. uppl). Prisma. sid. 359. ISBN 91-518-1125-1. OCLC 63570852. https://www.worldcat.org/oclc/63570852. Läst 13 januari 2023